# Márky O. János
Márky O. János (angolul: John O. Márky) (?? — ?, 1862 után) magyar származású amerikai szabadságharcos őrmester.

## Élete
Belépett az amerikai polgárháborúba Chicagóban 1861 június 17-én, beosztották a 24. számú illinoisi önkéntes gyalogezredbe, éppen azon a napon, amikor a Lincoln puskásokat, élükön Mihalotzy Gézával és Kuné Gyulával ebbe az ezredbe osztották be. Márky O. Jánost jó egy év múlva, 1862 augusztus 8-án testi alkalmatlanság miatt leszerelték.